# Satélite de energia solar
Conceito de satélite de 
energia solar da NASA
Satélite de energia solar é um conceito de satélite dotado de painéis capazes de captar a energia solar.
A uma determinada distância longe da sombra projetada pela Terra, nunca é "noite". O espaço é permanentemente atravessado pela luz e energia do Sol. Um satélite de energia solar em órbita geoestacionária seria iluminado 99% do tempo.
O uso a energia do Sol tem várias vantagens: as instalações  receptoras na superfície terrestre são simples ao contrário de barragens de  usinas hidrelétricas e locais para armazenamento de petróleo que ocupam grandes extensões. E é uma energia 'limpa' pois não emite quaisquer tipos de poluentes.
Após a captação esta energia é então convertida em micro-ondas ou radiação infravermelha e depois enviada à Terra.  Uma usina recebe essa energia solar convertida e a transforma em energia elétrica que poderá ser usada normalmente.
Tais projetos ainda não foram realizados devido a dois motivos principais: os elevados custos para a construção e lançamento destes satélites na órbita terrestre e também porque a energia gerada desta forma tem um custo muito maior se comparada às fontes de energia convencionais.
Os satélites de energia solar poderiam ter vantagens para o mundo em termos de segurança energética evitando futuros conflitos pela posse de fontes de energia cada vez mais escassas, reduzindo despesas militares e a perda de vidas humanas.

## Galeria
- Satélite de energia solar em projeto concebido pela NASA em 1976.
- Torre solar.
- Espelho solar.
- Um feixe piloto de laser guiando a transmissão de energia de micro-ondas para uma rectenna.